# Neobisium speluncarium
Neobisium speluncarium är en spindeldjursart som först beskrevs av Beier 1928.  Neobisium speluncarium ingår i släktet Neobisium och familjen helplåtklokrypare. Inga underarter finns listade i Catalogue of Life.